# Gravity (utwór muzyczny Złaty Ogniewicz)
Gravity – anglojęzyczny utwór ukraińskiej piosenkarki Złaty Ogniewicz wydany w 2013. Autorami piosenki są Karen Kawalerian i Mychajło Nekrasow.
11 marca 2013 opublikowano oficjalny teledysk do utworu.
W 2013 utwór reprezentował Ukrainę podczas 58. Konkursu Piosenki Eurowizji organizowanego w Malmö.

## Historia utworu

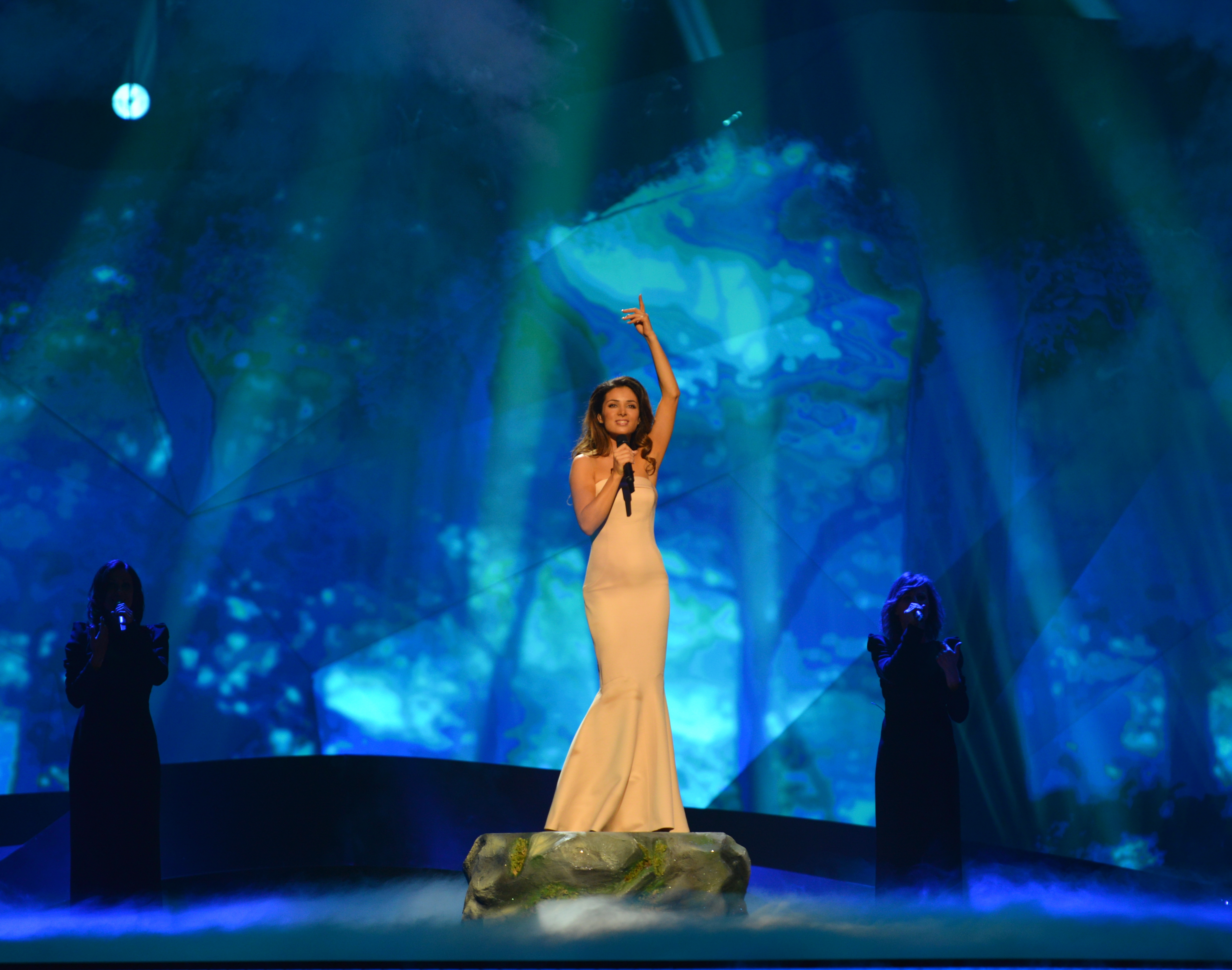
Złata Ogniewicz w trakcie wykonania „Gravity” podczas 58. Konkursu Piosenki Eurowizji w 2013 w Malmö

Autorami piosenki są Karen Kawalerian i Mychajło Nekrasow. Utwór wygrał krajowe eliminacje umożliwiające szansę reprezentowania Ukrainy podczas 58. Konkursu Piosenki Eurowizji w 2013 w Malmö. W maju opublikowane zostały oficjalne remiksy „Gravity”.
23 grudnia 2012 Złata Ogniewicz wygrała z utworem finał krajowych eliminacji do 58. Konkursu Piosenki Eurowizji, dzięki czemu mógł reprezentować Ukrainę w 58. Konkursie Piosenki Eurowizji zorganizowanym w 2013 w Malmö. 14 maja propozycja została zaprezentowana podczas pierwszego półfinału konkursu i z trzeciego miejsca awansowała do organizowanego dwa dni później finału. Zajęła w nim trzecie miejsce po zdobyciu 214 punktów, w tym maksymalnej noty (12 punktów) z Armenii, Azerbejdżanu, Białorusi, Chorwacji i Mołdawii.

## Wydanie na albumach
| Album                                | Data             | Wytwórnia | Format | Nr katalogowy | Nr utworu | Źródło |
| ------------------------------------ | ---------------- | --------- | ------ | ------------- | --------- | ------ |
| Eurovision Song Contest – Malmö 2013 | 29 kwietnia 2013 | Universal | 2 CD   | 373 575 2     | 19 (2CD)  | [ 12 ] |

## Notowania na listach przebojów
| Kraj              | Lista (2013)               | Miejsce |
| ----------------- | -------------------------- | ------- |
| Ukraina           | Top 40 Singles             | 1       |
| Wielka Brytania   | Top 40 Independent Singles | 29      |
| Holandia          | Single Top 100             | 50      |
| Belgia (Flandria) | Ultra Top 100 Singles      | 59      |